# Sid Ahmed Belkedrouci
Sid Ahmed Belkedrouci (en árabe: سيد أحمد بلقدروسي‎; Oujda, 20 de diciembre de 1950-13 de agosto de 2024) fue un futbolista y entrenador de fútbol argelino nacido en Marruecos que jugó en la posición de centrocampista.

## Carrera

### Club
| Periodo   | Club          |
| --------- | ------------- |
| 1966-1969 | RCG Oran      |
| 1969-1971 | GC Mascara    |
| 1971-1979 | MC Oran       |
| 1979-1980 | CC Sig        |
| 1980-1982 | USM Bel-Abbès |
| 1982-1983 | Nadit Oran    |

### Selección nacional
Jugó para Argelia en 20 ocasiones de 1974 a 1979 y anotó siete goles; ganó la medalla de oro en los Juegos Panafricanos de 1978.

### Entrenador
Dirigió al IRB Mers El Kebir en la temporada de 1985/86.

## Logros

### Club
- Campeonato Nacional de Argelia (1): 1971
- Copa de Argelia (1): 1975

### Selección nacional
- Juegos Panafricanos (1): 1978

### Individual
- Goleador del Campeonato Nacional de Argelia en la temporada 1974/75 (18 goles).